# Carlos Fernando Torre de Assunção
Carlos Fernando Torre de Assunção (Lisboa, 26 de setembro de 1901 — Mem Martins, Sintra, 24 de novembro de 1987) foi um professor universitário, geólogo e petrologista, pioneiro em Portugal nos estudos de geoquímica, que se destacou no levantamento geológico do território das antigas colónias portuguesa. Foi um dos impulsionadores da modernização do ensino da geologia em Portugal e pioneiro da especialização nas áreas da petrologia e da geoquímica.

## Biografia
Nasceu em Lisboa, cidade onde completou o ensino secundário. Matriculou-se na Faculdade de Ciências da Universidade de Lisboa (FCUL), frequentando, em simultâneo, os preparatórios de engenharia militar e a licenciatura em Ciências Histórico-Naturais. Optou pela licenciatura, que terminou em 1922.
Terminada a licenciatura empregou-se como docente do ensino secundário em escolas do ensino particular. A partir de 1923, passou a acumular a docência no ensino secundário com as funções de assistente no 1º grupo da 3ª secção, Ciências Geológicas, da Faculdade de Ciências da Universidade de Lisboa. Manteve esta dupla qualidade de docente nos ensinos universitário e secundário até 1939, ano em que abandonou o ensino secundário para se dedicar em exclusivo à docência universtária e à investigação, já que em 1934 tinha sido contratado como professor extraordinário pela Faculdade de Ciências e em 1936 tinha obtido o doutoramento em Ciências Geológicas, com uma tese intitulada Cristalização-diferenciação do magma basáltico. Observação em rochas portuguesas.  Em 1942, Torre de Assunção foi nomeado professor catedrático FCUL, cargo que ocupou até à jubilação, em 1971.
A tese de doutoramento de Torre de Assunção foi um contributo para a compreensão do mecanismo que permite a origem de diferentes tipos de rochas magmáticas a partir de um mesmo magma basáltico primário, matéria que, ao tempo, não era bem conhecida. a elaborção da tese e a investigação subjacente foram um importante contributo para que o trabalho de campo geológico passasse a ser parte integrante da investigação em petrografia e petrologia, já que até então a geologia portuguesa estava centrada em estudos de gabinete.
Torre de Assunção terá pertencido, na década de 1940, ao Núcleo de Doutrinação e Acção Socialista que, em 1944, originou a União Socialista.  Esta pertença serviu de argumento para, na sequência das conturbadas eleições de 1945 para a Assembleia Nacional, o governo do Estado Novo o incluir no grupo de professores e assistentes universitários demitidos em 1947. Foi reintegrado na FCUL pouco depois e, no decurso da sua vida profissional e científica subsequente, não encontrou dificuldades para exercer cargos de responsabilidade em instituições científicas ligadas ao regime. Aderiu ao Partido Socialista aquando da sua fundação, em 1973.
Como investigador fez parte do movimento de modernização da geologia em Portugal, iniciado durante a década de 1940. Enquanto investigador foi autor de diversos trabalhos respeitantes à descrição, análise, origem e evolução de diferentes tipos de litologias presentes no território de Portugal, arquipélagos da Madeira e dos Açores e antigas colónias ultramarinas. Os estudos ultramarinos levaram a que Torre de Assunção se ligasse à Junta de Investigações do Ultramar (JIU), com a qual iniciou uma intensa e duradoura colaboração científica no início da década de 1940, tendo participado em diversas missões e expedições organizadas por esta instituição.
A partir de 1950, dirigiu o Laboratório de Técnicas Físico-Químicas Aplicadas à Mineralogia e Cristalografia. Foi igualmente colaborador científico dos Serviços Geológicos de Portugal, responsável pelos estudos petrográficos e petrológicos de várias folhas da Carta Geológica de Portugal na escala 1:50000 e 1:25000, publicadas entre o final da década de 1950 e o início da de 1970.
Após a jubilação viveu em Mem Martins, onde passou os últimos anos da sua vida, diminuído do ponto de vista físico, tendo aí falecido em 1987. O seu nome figura na toponímia de Algueirão, Mem Martins, Sintra.

## Obras
Entre muitas outras publicações, é autor das seguintes obras:
- Torre de Assunção, Cristalização-diferenciação do magma basáltico. Observação em rochas portuguesas. Dissertação de Doutoramento, Faculdade de Ciências da Universidade de Lisboa, 1936.
- Torre de Assunção e J. Brack-Lamy, Géologie et Pétrographie du Massif Éruptif de Sintra-Portugal. Boletim da Sociedade Geológica de Portugal, 10 (1952): 23-57.
- Torre de Assunção e Júlio Garrido, Tables pour la Détermination des Minéraux au Moyen des Rayons X. Boletim do Museu e Laboratório Mineralógico e Geológico da Faculdade de Ciências da Universidade de Lisboa, 20-21 (1954).
- Torre de Assunção e A. V. Pinto Coelho, «The Rocks with Charnockitic Affinities in Mozambique».  In Proceedings of the Pan-Indian Ocean Scientific Congress (1954): 29-33.
- Torre de Assunção, «Expedição Científica à Ilha do Fogo, Cabo Verde». Memórias da Junta de Investigações do Ultramar, Série Petrográfica, 1, 1954.
- Torre de Assunção, «Notas de Petrografia Timorense». Garcia de Orta, 4 (2) (1956): 265-278.
- Torre de Assunção, F. J. Mendes e M. da Silveira, «Contribuições para o Conhecimento dos Minerais de Urânio Portugueses. A Malha das Pechblendas da Metrópole Portuguesa e as suas Possíveis Relações com a Composição Química». Revista da Faculdade de Ciências  da Universidade de Lisboa, 2ª série, C – Ciências Naturais, 2 (1957): 261-276.
- Torre de Assunção, Frederico Machado e R. Gomes, «On the Occurrence of Carbonatites in the Cape Verde Islands». Boletim da Sociedade Geológica de Portugal, 16 (1965): 179-188.
- Torre de Assunção e M. H. Canilho, «A Petrografia da Ilha de Maio e suas Relações com a Petrografia do Arquipélago de Cabo Verde». Boletim do Museu e Laboratório Mineralógico e Geológico da Faculdade de Ciências da Universidade de Lisboa, 11 (2) (1970): 161-191.
- Torre de Assunção, Curso de Geologia (Ciclo Complementar do Ensino Secundário Liceal). Lisboa: Ministério de Educação Nacional, 1973.